# Echinocephalus pseudouncinatus
Echinocephalus pseudouncinatus is een rondwormensoort uit de familie van de Gnathostomatidae. De wetenschappelijke naam van de soort is voor het eerst geldig gepubliceerd in 1951 door Millemann.